# Call from Space
Pour plus de détails, voir Fiche technique et Distribution.

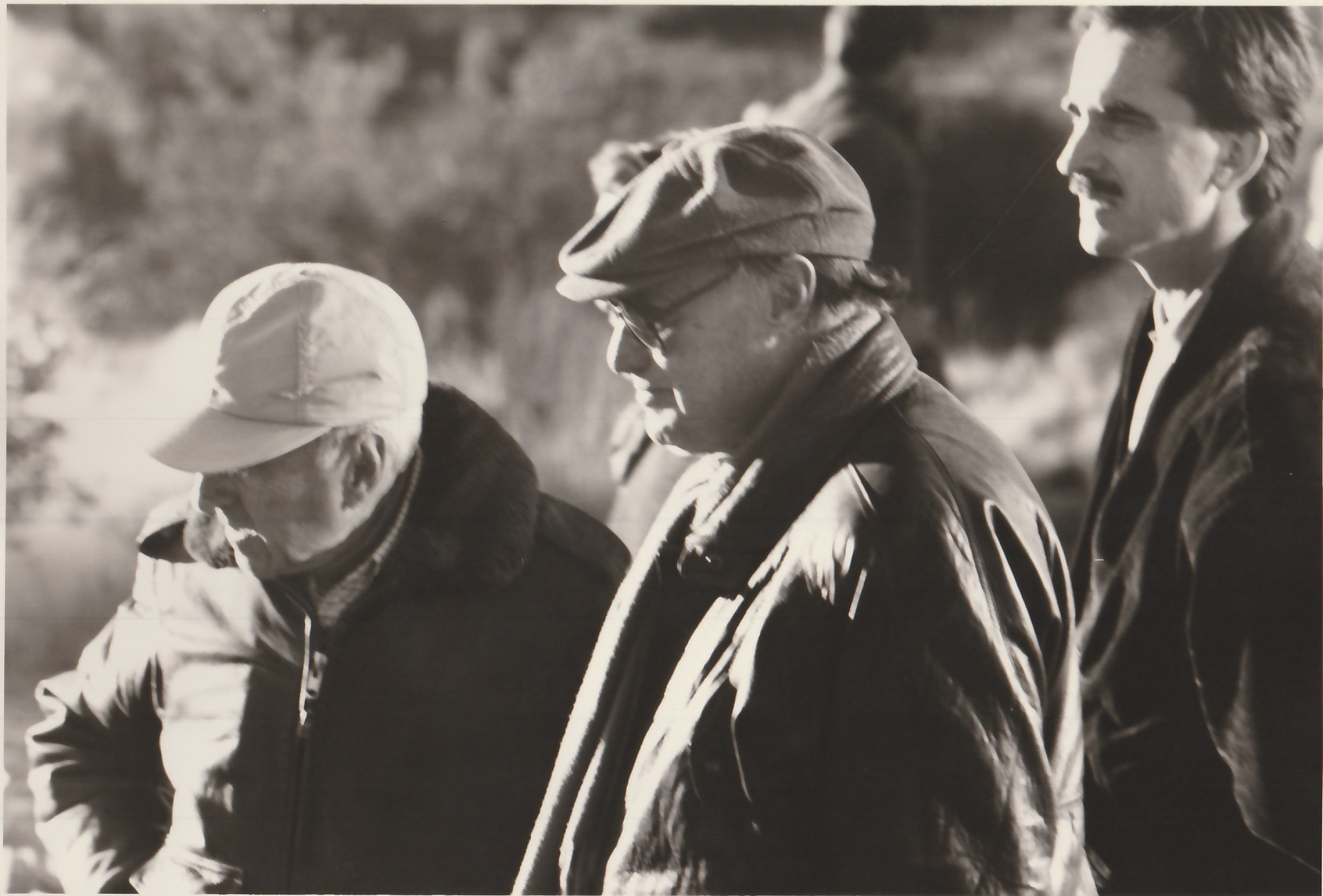
Richard Fleischer, Jack Cardiff, Roger Wielgus sur le tournage dans le désert de Mojave en Californie

Call from Space est un film américain de Richard Fleischer, sorti en 1989.

## Synopsis
Une expérimentation scientifique tourne mal et envoie une jeune fille dans un voyage dans le temps.

## Fiche technique
- Titre : L'Appel de l'espace
- Titre original : Call from Space
- Réalisation : Richard Fleischer
- Scénario : Sarah Paris Chris Langham
- Production : Roger Wielgus Peter Beale
- Musique : Herb Pilhofer
- Photographie : Jack Cardiff
- Montage : Walter Murch
- Décors : William J. Creber
- Genre : Science-fiction
- Pays d'origine :  États-Unis -  France
- Couleur 70mm (en) Showscan
- Date de sortie: 1989

## Distribution
- James Coburn : The guest
- Billy Campbell : Le jeune homme
- Charlton Heston : Alien Voice
- Sheree Kreen : Jacqueline
- Dana Gladstone : Napoleon
- Ferdy Mayne : Archimedes

## A propos
Ce court-métrage de 29 minutes, tourné avec un procédé rare et sophistiqué appelé Showscan, fut uniquement diffusé dans le parc d'attraction Big Bang Schtroumpf à Maizières-les-Metz,, aujourd'hui Walygator Parc. Ce fut également la dernière réalisation de Richard Fleischer.